# Беренс, Рой
Рой Йоханнес Хендрикюс Беренс (нидерл. Roy Johannes Hendricus Beerens; род. 22 декабря 1987[…], Бладел, Северный Брабант) — нидерландский футболист, игравший на позиции вингера. Выступал за сборную Нидерландов. Участник Олимпийских игр 2008 в Пекине.

## Клубная карьера

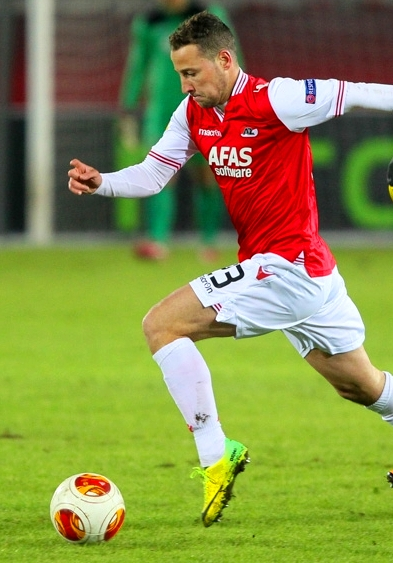
Беренс в составе АЗ

Беренс — воспитанник клуба ПСВ. В 2005 году он дебютировал за команду в Эредивизи. 15 октября 2006 года в матче против «Роды» Рой забил свой первый гол за ПСВ. В первом же сезоне он стал чемпионом Нидерландов, несмотря на т, что почти не играл. В 2007 году для получения игровой практики Беренс на правах аренды выступал за НЕК. В том же году он покинул ПСВ из-за большой конкуренции и подписал соглашение с клубом «Херенвен». 2 февраля 2008 года в матче против «Витесса» Рой сделал «дубль» забив первый голы за новую команду. В 2009 году Беренс помог «Херенвену» завоевать Кубок Нидерландов.
В 2011 году Рой перешёл в АЗ. 21 августа в матче против своего бывшего клуба НЕК он дебютировал за новую команду. 10 сентября в поединке против «Витесса» Беренс забил свой первый гол за АЗ. В 2013 году он во второй раз стал обладателем национального кубка.
В июле 2014 года Беренс перешёл в «Герту», подписав трёхлетний контракт. 23 августа в матче против бременского «Вердера» он дебютировал в Бундеслиге, отметившись голевой передачей на Юлиана Шибера.
Летом 2016 года Рой перешёл в английский «Рединг», подписав контракт на три года. 6 августа в матче против «Престон Норт Энд» он дебютировал в Чемпионшипе. 24 сентября в поединке против «Хаддерсфилд Таун» Беренс забил свой первый гол за «Рединг».
В начале 2018 года Рой вернулся на родину, подписав контракт с клубом «Витесс». 2 февраля в матче против «Гронингена» он дебютировал за новую команду. 14 апреля в поединке против роттердамской «Спарты» Беренс забил свой первый гол за «Витесс».
В декабре 2020 года объявил о завершении игровой карьеры.

## Международная карьера
В 2007 году Рой в составе молодёжной национальной команды выиграл домашний молодёжный чемпионат Европы. В 2008 году в составе олимпийской сборной Нидерландов Беренс принял участие в Олимпийских играх в Пекине. На турнире он сыграл в матчах группового этапа против команд Аргентины и США.
В августе 2010 года в товарищеском матче против сборной Украины Беренс дебютировал за сборную Нидерландов.

## Статистика

### Матчи Беренса за сборную Нидерландов
| Матчи Беренса за сборную Нидерландов | Матчи Беренса за сборную Нидерландов | Матчи Беренса за сборную Нидерландов | Матчи Беренса за сборную Нидерландов | Матчи Беренса за сборную Нидерландов | Матчи Беренса за сборную Нидерландов |
| ------------------------------------ | ------------------------------------ | ------------------------------------ | ------------------------------------ | ------------------------------------ | ------------------------------------ |
| №                                    | Дата                                 | Соперник                             | Счёт                                 | Голы Беренса                         | Соревнование                         |
| 1                                    | 11 августа 2010                      | Украина                              | 1:1                                  | —                                    | Товарищеский матч                    |
| 2                                    | 15 ноября 2011                       | Германия                             | 0:3                                  | —                                    | Товарищеский матч                    |

Итого: 2 матча / 0 голов; 0 побед, 1 ничья, 1 поражение.

## Достижения
Командные
ПСВ
- Чемпионат Нидерландов по футболу — 2005/06

«Херенвен»
- Обладатель Кубка Нидерландов — 2008/09

АЗ
- Обладатель Кубка Нидерландов — 2012/13

Международная
Нидерланды (до 23)
- Чемпионат Европы по футболу среди молодёжных команд — 2007